# Plectina
Plectina es un género de foraminífero bentónico de la familia Prolixoplectidae, de la superfamilia Verneuilinoidea, del suborden Verneuilinina y del orden Lituolida. Su especie tipo es Gaudryina ruthenica. Su rango cronoestratigráfico abarca desde el Turoniense (Cretácico superior) hasta el Eoceno.

## Discusión
Clasificaciones previas incluían Plectina en el suborden Textulariina del orden Textulariida, o en el orden Lituolida sin diferenciar el suborden Verneuilinina.

## Clasificación
Plectina incluye a las siguientes especies:
- Plectina agrestior †
- Plectina cenomana †
- Plectina clava †
- Plectina convergens †
- Plectina conversa †
- Plectina dalmatina †
- Plectina emiratensis †
- Plectina humblei †
- Plectina irregularis †
- Plectina kugleri †
- Plectina lenis †
- Plectina nanissima †
- Plectina nuttalli †
- Plectina perturbata †
- Plectina pinswangensis †
- Plectina poronaiensis †
- Plectina quennelli †
- Plectina regularis †
- Plectina ruthenica †
- Plectina robusta †
- Plectina scabrosa †
- Plectina shimokinensis †
- Plectina terra †
- Plectina trinitatensis †

Otras especies consideradas en Plectina son:
- Plectina apicularis †, aceptado como Karrerulina apicularis †
- Plectina incompleta †, de posición genérica incierta